# مهرجان الدولي للواحات بتوزر
مهرجان الدولي للواحات بتوزر هو مهرجان سنوي يقام بالجنوب التونسي بولاية توزر تحديدا في شهر ديسمبر، تزامنا مع العطلة المدرسية ويتمثل في عروض فلكلورية وصوفية وكذلك ورشات فنية، قيمة يزورها العديد من السياح داخل وخارج البلاد كما يتضمن العديد من الأنشطة المتنوعة. وقد تم تنظيم آخر دورة من22 إلي 27 ديسمبر 2021م.